# Pri Bútľavke
Pri Bútľavke je přírodní rezervace v oblasti Poľana na Slovensku.
Nachází se v katastrálním území obce Hrochoť v okrese Banská Bystrica v Banskobystrickém kraji. Území bylo vyhlášeno či novelizováno v roce 1993 na rozloze 21,5 ha. Ochranné pásmo nebylo stanoveno.